# 藤原高子
藤原 高子（ふじわら の こうし/たかいこ、承和9年（842年） - 延喜10年3月24日（910年5月6日））は、平安時代、清和天皇の女御、のち皇太后。父は藤原長良。母は贈正一位大夫人藤原乙春。藤原基経の同母妹。通称、二条后。子は陽成天皇、貞保親王、敦子内親王。

## 概要
清和天皇が東宮であったころ、天皇の祖母である皇太后藤原順子の邸にて出仕。貞観元年（859年）9歳の清和天皇即位にともなう大嘗祭において、五節舞姫をつとめ従五位下に叙された。清和天皇元服の2年後の貞観8年（866年）、25歳で入内し女御となる。局は常寧殿となった。
公卿の娘で五節舞姫に選ばれることは将来の后妃候補として入内する前提となっていたが、この時には既に実父の長良は病死している（後見がいない）ため、同母兄である基経を養子としていた藤原良房（長良の弟・清和天皇の外祖父）が高子も養女としていた可能性がある。反面、実際の入内は天皇が幼少であったこともあり五節舞から7年も後で、長良のもう一人の弟である藤原良相の娘である藤原多美子よりも遅れることになった。
貞観10年12月16日（869年1月2日）、貞明親王（後の陽成天皇）を産む。貞観11年1月8日従四位下、貞観13年1月8日従三位に叙される。貞観18年（876年）の陽成天皇の即位にともない、元慶元年（877年）皇太夫人となり中宮職が付与され、元慶5年（881年）従一位、さらに元慶6年（882年）には皇太后の尊称を受けた。
しかし、時の権力者で同母兄である摂政藤原基経や、異母姉でかつ源定省（のちの宇多天皇）の養母だった尚侍藤原淑子と高子は折り合いが悪かった。在原文子（清和の更衣）の重用を含めた高子側の基経を軽視する諸行動が、基経をして後に外戚関係を放棄してまでも高子・陽成天皇母子を排除させるに至ったとの見方もある。ただし、在原文子を更衣としてその間に皇子女を儲けたのは清和天皇自身である。高子が清和天皇との間に貞明親王（陽成天皇）・貞保親王・敦子内親王を儲けたにもかかわらず、清和は氏姓を問わず数多の女性を入内させ多くの皇子を儲けていたことから、基経も母方の出自が高くない娘頼子を入内させ、さらに同じく出自の低い佳珠子を入内させて自らの外孫の誕生を望んだために、高子の反発を招いたと見ることもできる。そこに藤原淑子の暗躍を見る説もある。
元慶8年（884年）、陽成天皇は退位した。表向きの理由は病とされたが、天皇が乳母子源益を撲殺して帝徳を欠いたこと。
こういった経緯もあり、陽成天皇が退位するに際し、高子の子であり陽成の弟である貞保親王は次の天皇として選ばれず、時康親王（光孝天皇）が選ばれることになった。また、光孝天皇の容体が悪化した際にも貞保親王ではなく、次期天皇として源定省（宇多天皇）が選ばれることになった。一旦であろうとも皇籍離脱・臣籍降下していた皇子が天皇位に就くことは前例にない。
寛平8年（896年）宇多天皇の時代、元慶年間に自らが建立した東光寺の座主善祐と密通したという疑いをかけられ、皇太后を廃され、翌年天皇の生母班子女王が皇太夫人から皇太后に進んだ。没後の天慶6年（943年）に朱雀天皇の詔によって（詞を濁して）復位されている。
『伊勢物語』、『大和物語』などを史実とする見解からは、入内する以前に在原業平と恋愛関係があったと推測されている。また、高子の入内が遅れた原因として単なる清和天皇の年齢の問題だけでなく、業平との関係が知られて後見である良房が実際の入内を躊躇した可能性も指摘されている。
『古今和歌集』に一首採録（歌番号4番）。